# Uruffe
 Uruffe  là một xã thuộc tỉnh Meurthe-et-Moselle trong vùng Grand Est đông bắc nước Pháp. Xã này nằm ở khu vực có độ cao trung bình 270 mét trên mực nước biển.
Uruffe có dân số thời điểm năm 1999 là 326 người.